# Lygodactylus methueni
Lygodactylus methueni је гмизавац из реда Squamata и фамилије Gekkonidae. 

## Угроженост
Ова врста се сматра рањивом у погледу угрожености врсте од изумирања.

## Распрострањење
Јужноафричка Република је једино познато природно станиште врсте.

## Станиште
Врста Lygodactylus methueni има станиште на копну.